# Monumento a Shelley
Il monumento a Shelley è un memoriale dedicato al poeta inglese Percy Bysshe Shelley (1792–1822) situato nello University College dell'Università di Oxford, in Inghilterra, il college che il poeta frequentò brevemente e da cui fu espulso dopo aver scritto il pamphlet intitolato La necessità dell'ateismo (The Necessity of Atheism).
Sebbene, come detto, Shelley fosse stato espulso dalla suddetta struttura, egli rimane uno dei più famosi allievi di quel college dove ora è oggetto di tutti i più elevati onori. Nel 2005, proprio per aumentare ancor di più la sua connessione con il poeta, il college ha acquistato all'asta alcune lettere scritte da Shelley.

## Struttura e storia
Il monumento, realizzato da Edward Onslow Ford, facente parte del movimento inglese denominato New Sculpture, è formato da una statua di marmo bianco raffigurante il corpo nudo ed esanime di Shelley riverso sulla spiaggia di Viareggio, in Italia, dove era stato portato dal mare in seguito al naufragio della goletta "Ariel", su cui il poeta si trovava assieme a Edward Ellerker Williams, un ufficiale dell'esercito in pensione, e al marinaio Charles Vivian. La scultura è posta sopra un basamento decorativo e il complesso è situato all'interno di un piccolo duomo di epoca vittoriana progettato da Basil Champneys, dove è circondato da ringhiere ornamentali per difenderlo da eventuali vandali.
La statua fu commissionata dalla nuora di Shelley, Lady Jane Shelley, perché fosse posta nel cimitero acattolico di Roma (già cimitero degli Inglesi, o anche "cimitero dei protestanti"), dove il poeta era stato sepolto, sia per esaltare la memoria del suocero, sia per soddisfare quanto richiesto dall'avventuriero Edward John Trelawney, amico fraterno di Shelley, che desiderava avere un monumento del poeta accanto al proprio; Trelawney, morto a Sompting, in Inghilterra, nel 1881, aveva infatti comprato un posto vicino all'amico nel cimitero romano già dal 1822. Tuttavia, gli eredi dell'avventuriero inglese ritennero che la statua realizzata da Ford fosse troppo ingombrante e quindi non acconsentirono a soddisfare il desiderio del defunto parente. Alla fine, la statua fu donata da Lady Shelley allo University College e l'inaugurazione del monumento ebbe luogo il 14 giugno 1893 con una cerimonia ufficiale a cui presero parte, tra gli altri, la stessa Lady Shelley, Onslow Ford, Champneys e Benjamin Jowett.
Nel corso degli anni il monumento a Shelley è stato vittima sia di numerose critiche, a volte rivolte all'eccessiva femminilità del soggetto e a volte alla sua crudezza, che di numerosi atti di vandalismo. Una volta, lo stesso Edmund John Bowen, don della facoltà di chimica dell'università dovette riupilire la statua dai graffiti, mentre un'altra volta, la stanza che ospita il memoriale fu addirittura allagata e riempita di pesci rossi.

## Placca in onore di Boyle e Hooke

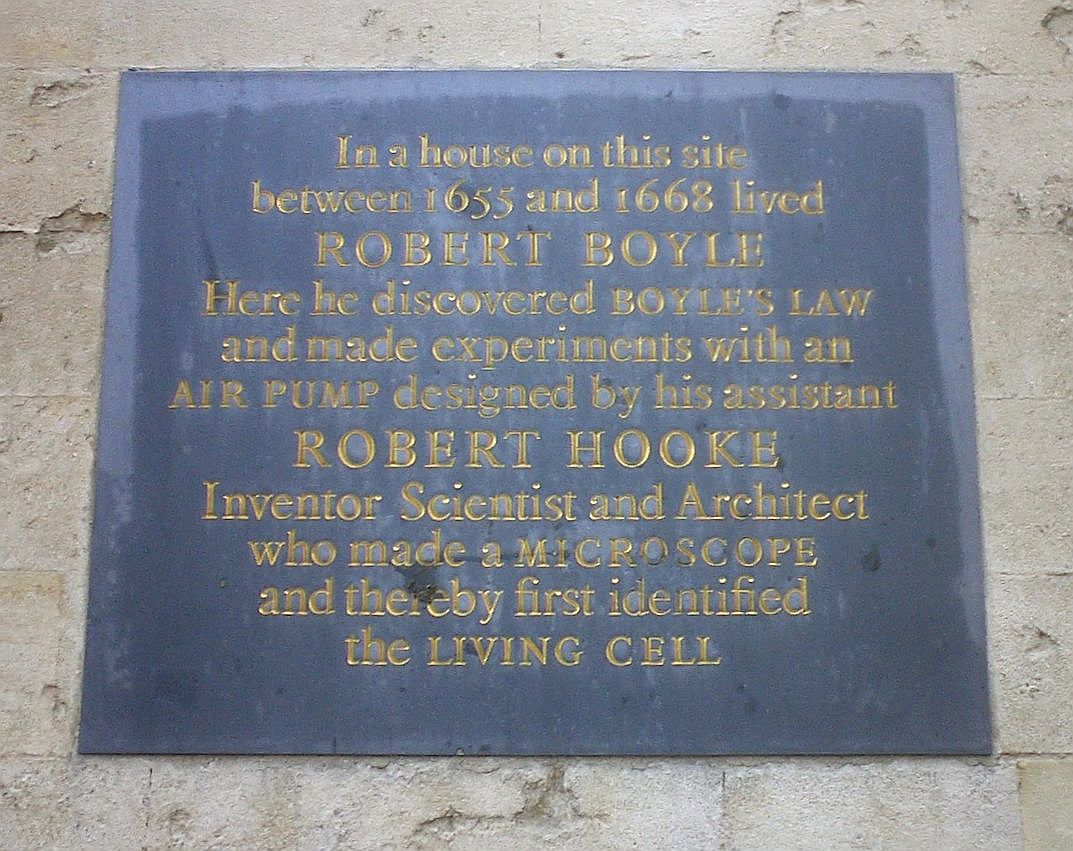
La placca in ricordo di Boyle e Hooke posta all'esterno del monumento a Shelley.

Il monumento a Shelley è ubicato sul luogo in cui gli scienziati Robert Boyle e Robert Hooke portarono a termine diversi esperimenti durante il loro soggiorno ad Oxford, all'interno di quella che, fino all'inizio del diciannovesimo secolo erac conosciuta come Cross Hall. In memoria di questo, sul muro esterno della sala dove è posto il monumento è stata affissa una placca che recita:
between 1655 and 1668 lived

ROBERT BOYLE

Here he discovered BOYLE'S LAW

and made experiments with an

AIR PUMP designed by his assistant

ROBERT HOOKE

Inventor Scientist and Architect

who made a MICROSCOPE

and thereby first identified

fra il 1655 e il 1668 visse

ROBERT BOYLE

Qui egli scoprì la LEGGE DI BOYLE

e realizzò esperimenti con una

POMPA PNEUMATICA progettata dal suo assistente

ROBERT HOOKE

Inventore, scienziato ed architetto

che costruì un MICROSCOPIO

e identifico quindi per primo

## Curiosità
- Nel film del 1997 Il Santo, il monumento è un elemento chiave nell'incontro dei due protagonisti della pellicola interpretati da Val Kilmer ed Elisabeth Shue. La statua appare anche nell'episodio intitolato "And the Moonbeams Kiss the Sea"  della serie televisiva britannica Lewis.[9]